# Habronychus rubicundus
Habronychus rubicundus là một loài bọ cánh cứng trong họ Cantharidae. Loài này được Champ miêu tả khoa học năm 1926.